# Garrett (Illinois)
Garrett é uma vila localizada no estado americano de Illinois, no Condado de Douglas.

## Demografia
Segundo o censo americano de 2000, a sua população era de 198 habitantes.
Em 2006, foi estimada uma população de 196, um decréscimo de 2 (-1.0%).

## Geografia
De acordo com o United States Census Bureau, Garrett tem uma área de 0,4 km², dos quais 0,4 km² são cobertos por terra e 0,0 km² cobertos por água.

## Localidades na vizinhança
O diagrama seguinte representa as localidades num raio de 20 km ao redor de Garrett.